# Frauenkriminalität

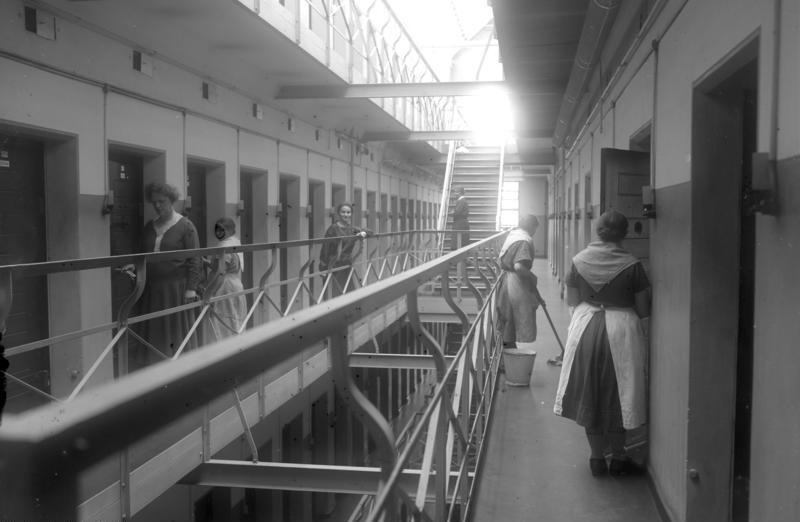
Blick in ein Berliner Frauengefängnis (1931)

Frauenkriminalität bezeichnet die Gesamtheit strafbarer Handlungen von Personen des weiblichen Geschlechts, auch von Kindern und Jugendlichen. Das Thema stößt in der internationalen Kriminologie auf besonderes Interesse, weil in den Kriminalstatistiken aller Staaten erheblich weniger Frauenkriminalität ausgewiesen wird als Kriminalität von Personen männlichen Geschlechts. Der Frauenanteil der Bevölkerung der Bundesrepublik Deutschland beträgt stabil über die Hälfte, der Anteil von Frauen unter Tatverdächtigen jedoch nur ein Viertel und unter Strafgefangenen nur noch ein Zwanzigstel. Diese Diskrepanz ist in anderen Staaten noch ausgeprägter. Es gibt widerstreitende kriminologische Erklärungen für dieses weltweit verbreitete Phänomen. In einer Gruppe von Erklärungen wird die unterschiedliche Kriminalitätsbelastung von Frauen und Männern bestritten und behauptet, Frauenkriminalität sei lediglich maskiert und schlage sich deshalb nicht in Kriminalstatistiken nieder. In der zweiten Argumentationslinie werden die Unterschiede biologisch, psychologisch und soziologisch begründet. Eine allgemein akzeptierte Theorie gibt es nicht, was zeigt, „dass dieser kriminologische Forschungszweig noch in den Kinderschuhen steckt“.

## Kriminalstatistische Aussagen
Die höhere Delinquenzbelastung von Männern gegenüber Frauen ist umfassend belegt. Der Unterschied ist in verschiedenen Deliktbereichen laut Polizeilicher Kriminalstatistik unterschiedlich ausgeprägt und vergrößert sich mit zunehmendem Alter. Bei Bagatelldelikten im Kindesalter, wie etwa Ladendiebstahl, ist kaum eine geschlechtsspezifische Differenz erkennbar. Bei Gewaltdelikten sind jedoch bereits von Beginn an Unterschiede zwischen Jungen und Mädchen ausgewiesen. Die Unterschiede werden in Dunkelfeldstudien bestätigt, fallen jedoch geringer aus. Betrachtet man indes die vorsätzlichen, vollendeten Tötungsdelikte an Kindern unter sechs Jahren im Zeitraum von 1997 bis 2006, überwiegen Frauen als Täterinnen deutlich (56,5 Prozent).

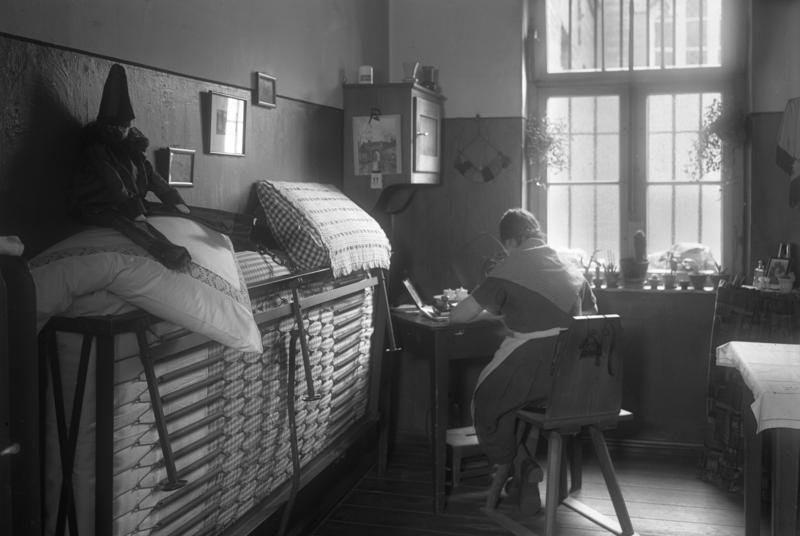
Zelle in einem Berliner Frauengefängnis (1931)

Im Jahr 2011 wurden in Deutschland 538.044 weibliche Tatverdächtige registriert, das waren 25,5 Prozent aller Tatverdächtigen, 1993 lag der Anteil noch bei 21,4 Prozent. Leicht überdurchschnittlich sind die Anteile weiblicher Personen im Alter zwischen 12 und 16 Jahren. Noch weiter geht die Schere bei den Inhaftierungszahlen auf: Am 31. März 2011 gab es in Deutschland 60.067 Strafgefangene und Sicherungsverwahrte, davon waren 3.321 Frauen (5,5 Prozent).
Tendenziell werden diese Werte im internationalen Vergleich bestätigt, es gibt keine bekannte Gesellschaft, in der der Anteil der Frauenkriminalität höher ist als der der Männerkriminalität. Aber von Staat zu Staat und auch innerhalb von Staaten gibt es signifikante Differenzen in der statistischen Ausprägung weiblicher Delinquenz. Der Anteil in ländlichen Gebieten und in Entwicklungsländern liegt noch deutlich unter dem Durchschnitt. In Großstädten dagegen nähert sich die weibliche Kriminalität quantitativ der männlichen an, wobei der Unterschied dennoch erheblich bleibt. Auffällig ist, dass Frauenkriminalität in Kriegszeiten stets relativ und absolut zunimmt.

## Kriminologische Deutungsversuche
Die kriminologische Deutung von Frauenkriminalität weist zwei grundsätzliche, sich konträr gegenüberstehende, Argumentationslinien auf. Die erste Gruppe von Erklärungen stellt die geringere Kriminalitätsbelastung von Frauen in Frage und wird als Gleichverteilungsthese bezeichnet. In der zweiten Erklärungsgruppe wird die geringere Kriminalitätsbelastung von Frauen vorausgesetzt und auf spezifisch weibliche Besonderheiten zurückgeführt. Gabriele Schmölzer weist darauf hin, dass die konträren Grundpositionen nicht selten von denselben Autoren vertreten wurden. Beide Argumentationslinien gehen auf Cesare Lombroso zurück, den Begründer der kriminalanthropologisch ausgerichteten sogenannten Positiven Schule der Kriminologie, der den geborenen Verbrecher postuliert hatte.

### Gleichverteilungsthese
Die erste Version der Gleichverteilungsthese schrieb Lombroso 1891 zusammen mit seinem Schwiegersohn Guglielmo Ferrero nieder, sie ist auch unter der Bezeichnung Prostitutionstheorie bekannt und wurde noch 1975 von Helga Einsele in der deutschen Fachwissenschaft vertreten. Dabei wird davon ausgegangen (ohne es zu belegen), dass bei weiblichen Kriminellen und bei weiblichen Prostituierten vergleichbare körperliche und seelische Anlagen gegeben sind. Die geborene Verbrecherin sei damit eine geborene Prostituierte. Folglich müssten beide Formen der Devianz addiert werden, wonach nicht mehr von einer geringeren Kriminalitätsbelastung von Frauen die Rede sein könne. Die sich daraus ergebende Gleichverteilungsannahme gilt inzwischen als unwissenschaftlich, weil sie erstens von einer Gleichsetzung unterschiedlichen Verhaltens ausgeht und zweitens statistisch nie bewiesen wurde. Im Zusammenhang der Drogenbeschaffungskriminalität werden jedoch Tendenzen zur Prostitutionstheorie erkannt: Männliche Drogenabhängige begehen eher Straftaten, weibliche Drogenabhängige weichen eher in die Beschaffungsprostitution aus.
In einem weiteren Erklärungsversuch wird auf den maskierten Charakter von Frauenkriminalität abgehoben. Frauen seien Männern an physischer Stärke unterlegen und glichen dies durch Täuschungen aus. Das fiele ihnen wegen ihrer grundsätzlichen Falschheit leicht. Frauen begingen sehr viel mehr Straftaten als bekannt, könnten diese aber gegenüber den Strafverfolgungsbehörden kaschieren. Eine Variante dieser Argumentation besagt, Frauen stünden – als Ehefrau, Geliebte oder Mutter – häufig hinter den Verbrechen ihrer Männer und seien Nutznießerinnen davon. Für alle Behauptungen zum maskierten Charakter der Frauenkriminalität fehlen empirische Belege.
Eine dritte Gleichverteilungsannahme steht im Zusammenhang einer geschlechtsspezifisch unterschiedlichen Kriminalisierung und damit des Etikettierungsansatzes. Sie wird in der kriminologischen Literatur als Ritterlichkeitsthese oder Kavaliersthese bezeichnet und besagt, dass die Normdurchsetzer (Polizei, Staatsanwaltschaften, Gerichte), die früher fast ausschließlich Männer waren, Frauen gegenüber weniger rigide agieren. Diese Annahme wirkt bis in die kontroversen Diskussionen um häusliche Gewalt hinein.

### Spezifisch weibliche Besonderheiten
Auch der biologistische Erklärungsansatz geht auf Lombroso zurück, der mit einem (gemeinsam mit Guglielmo Ferrero verfassten) Buch zwei konträre Argumentationslinien begründete, darunter auch die sogenannte Schwächetheorie. Lombroso verglich die beweglichen männlichen Samenzellen mit den unbeweglichen weiblichen Eizellen und schloss daraus auf eine grundsätzliche Passivität der Frau, die mit einem Hang zur Akzeptanz der gegebenen Ordnung einhergehe. Dazu kämen mangelnde Intelligenz und Leidenschaft, was es Frauen fast unmöglich mache, Straftaten zu begehen. Dieser überkommene Theorieansatz wurde später von der Annahme angeborener mangelnder Aggressivität von Frauen ersetzt.
Rollen- und sozialisationstheoretische Kriminalitätserklärungen besagen, dass Frauen in ihrem Verhalten eher an idealistischen als an materialistischen Werten orientiert sind, das Sanktionsrisiko höher einschätzen als Männer, eine größere Normtreue zeigen und über einen besseren sozialen Halt verfügen. Zudem wird eine Einschränkung des Handlungsspielraumes registriert, weil selbst voll berufstätige Frauen stärkere familiäre Verpflichtungen verspüren als Männer (doppeltes Joch).
Hier setzt die von der US-amerikanischen Kriminologin Freda Adler erstmals formulierte Emanzipationsthese ein. Sie besagt, dass sich die Kriminalitätsbelastung der Frauen derjenigen der Männer (insbesondere auch bei Gewaltdelikten) angleichen wird, je mehr sich Frauen vom doppelten Joch befreien. Diese Annahme wird durch den „alarmierenden“ Anstieg der „Tatverdächtigenbelastung bei weiblichen Jugendlichen“ bestätigt, jedoch dadurch in Zweifel gezogen, dass der weibliche Kriminalitätsanteil im 19. Jahrhundert erheblich höher war als heute.

## Erkenntnisse der Angewandten Kriminologie
Die Angewandte Kriminologie ist nicht mit der Auswertung von Kriminalstatistiken befasst, sondern analysiert mit ihrer spezifischen Methode – der Methode der idealtypisch-vergleichenden Einzelfallanalyse – Einzelfälle im Rahmen der Strafrechtspflege. Ihre Ergebnisse belegen im Vergleich, dass es keine strukturellen Unterschiede zwischen Frauen- und Männerkriminalität gibt. Bei kontinuierlicher Hinentwicklung zur Kriminalität zeigen Probandinnen wie Probanden massive Auffälligkeiten in Kindheit und Jugend, Schulverweigerung und ein gänzlich unstrukturiertes Freizeitverhalten. Sie lösen sich früh aus dem Elternhaus, was zumeist eine Verschlechterung der sozialen Situation mit Orientierung auf sozial auffällige Gleichaltrige bedeutet. Typisch ist die Vernachlässigung von sozialen (auch beruflichen) Pflichten, was bei Frauen auch die Kinderbetreuung einbezieht. Ein geringfügiger Unterschied zu männlichen Straftätern besteht darin, dass der unstrukturierte Lebensstil von straffälligen Frauen sich anfangs im häuslichen Rahmen manifestiert. Straffälligkeit aus sonstiger sozialer Unauffälligkeit entsteht wie bei Männern aus dem Wegfall von lebensweltlichen Ordnungsfaktoren wie Partnerschaft (nach Scheidung oder Tod) oder Verlust des Arbeitsplatzes. Die Delikte sind dann Folgen des Versuches, den Lebensstandard zu halten.